# ميغ هاريس
ميغ هاريس (بالإنجليزية: Meg Harris)، من مواليد 7 مارس 2002، سباحة أسترالية.
حققت ميغ هاريس مع منتخب النساء الأسترالي بذهبية دورة الألعاب الأولمبية التي تستضيفها العاصمة الفرنسية باريس عام 2024.